# Jai (Vorname)
Jai ist ein weiblicher sowie männlicher Vorname.

## Herkunft und Bedeutung
- englische Kurzform von Jason bzw. Jacob oder eigenständig von mittelenglisch jai ‚Eichelhäher‘
- indischer Vorname von Sanskrit जय jaya, deutsch ‚Sieg‘ abgeleitet

## Varianten
Jay

## Namensträger/innen

### Einname, Vorname
- Jai Angsuthasawit (* 1995), australisch-thailändischer Radsportler
- Jai Courtney (* 1986), australischer Schauspieler
- Jai Crawford (* 1983), australischer Radrennfahrer
- Jai Hindley (* 1996), australischer Radrennfahrer
- Jai Johanny Johanson (* 1944), US-amerikanischer Schlagzeuger und Perkussionist
- Jai McDowall (* 1986), britischer Sänger
- Jai Narayan Vyas (1899–1963), indischer Politiker
- Jai Opetaia (* 1995), australischer Profiboxer
- Jai Ram Thakur (* 1965), indischer Politiker
- Jai Singh I. (1611–1667), indischer Herrscher, Raja von Amber
- Jai Singh II. (1688–1743), Maharaja von Amber
- Jai Taurima (* 1972), australischer Weitspringer
- Jai Uttal (* 1951), US-amerikanischer Fusionmusiker
- Jai Young Park (* 1957), deutscher Künstler südkoreanischer Herkunft

### Mittelname
- Michael Jai White (* 1967), US-amerikanischer Stuntkoordinator, Schauspieler und Regisseur
- Paula Jai Parker (* 1969), US-amerikanische Schauspielerin und Comedian